# 리지나이
리지나이(李继耐, 1942년 7월 ~ )는 중화인민공화국의 군인으로, 2004년부터 중국인민해방군 총정치부 주임을 맡고 있다. 2011년 11월, 고위군사대표단을 이끌고 평양을 방문해 김정일과 만난 바 있다.